# Нетократия
Нетокра́тия (англ. netocracy) — предполагаемая форма управления обществом, в рамках которой основной ценностью являются информация, а не материальные предметы (деньги, недвижимость и т. п.). Полноценный доступ к достоверной информации и манипуляции с ней обеспечивает власть над остальными участниками того или иного социума (общества, страны, государства).
Нетократия — портманто от слов «Интернет» и «аристократия». Впервые новый правящий социальный класс был назван «нетократией» в книге Александра Барда и Яна Зодерквиста «Nätokraterna».